# ショタナイト
『ショタナイト』とは、「シリーズぴこ」の関連イベントで、主要スタッフや関係者をゲストとして招き、制作の裏話やファンのアンケート結果などを交えてのトークイベントである。これまでに2回開催されている。
尚、本項では「シリーズぴこ」に関するその他のイベントも紹介する。

## 第1回
正式名称は『『ぼくのぴこ』発売記念 トークイベント【少年愛アニメを語ろう!】 〜永遠の夏のショタナイト〜パンツを脱いだ少年起ち!』と呼び、新宿ロフトプラスワンにおいて2006年9月30日に開催された。なお、厳密には2006年9月30日24時00分開場予定であったので、翌10月1日未明に行われたと呼ぶのが正しいともいえる。
当時は「ショタナイト」とはこのイベントをさす通称として用いられていた。制作側、主催者側の予想を越えた大入りにより、開場も含めて15分ずれ込む盛況となった。プロデューサーのGOLDENBOYこと金子政路は当初、3人も来るだろうかと悩んでいたことを述懐しているが、実際には開場のほぼ全ての席を埋めるに到り、中には外国籍の男女の姿もあった。
入場者には全員にオリジナルキーホルダーが配られたほか、ポスターなどのグッズ配布も行われた。

### ゲスト
- 谷田部勝義（監督）
- 高山カツヒコ（脚本）
- 彩画堂（キャラクター原案）
- とっちん（製作総指揮）
- 上崎洋一（G-type編集長）
- 板倉さん（Galge.com編集長）
- さゆり（ナチュラルハイ,腐女子代表）
- ぴこ（着ぐるみ）
- ちこ（着ぐるみ）

## 第2回
正式名称は『★子供の日スペシャル★ 〜『ぴことちこ』発売記念トークイベント〜 ショタナイト2』。第1回目と同様、新宿ロフトプラスワンにて行われた。ショタということからこどもの日（端午の節句）にちなみ、2007年5月5日開催。午前0時00分会場予定であり、前回の要領でいえば5月4日ということになる。実際、新宿ロフトプラスワンとしては5月4日扱いとされていた。通称「ショタナイト2」。
前回の予想せぬ大入りを教訓とし、前売りチケットや予約システムを提供する段取りとなったが、それでも開場はずれ込む盛況となった。また女性客も10名ほど見られた。
入場時には、まずオリジナルトートバッグが手渡され、ショタ緑茶「お～いしょた」やマウスパッドなど、限定グッズが多数配布されたほか、客の多くはすでに購入済みではあったものの『ぴことちこのご堪能BOX』（定価13,600円、通販価格11,560円）が1万円で販売されるなど、OVA等の商品が大幅割引価格で提供された。
3部構成のイベントで、最大の呼び物としてウェブラジオ「あおぞら通信」の公開収録を開催。声役の、通称「本物のぴこ」「本物のちこ」に合わせて着ぐるみの「リアルぴこ」「リアルちこ」が振り付けを行い、会場を賑わせた。また、これまでラジオ番組にはリスナーからの差し入れがしばしばあり、投稿者やファンへの感謝を込めて「本物のぴこ」からは入場者全員にはフランス製のクッキー「ボンヌママン ガレット（Bonne Maman Galettes）」が2枚ずつ配られた。このほか、パネラーゲストではないが、くだんのラジオ投稿者として知られる抱き枕大魔王やフォン・グライムの紹介も行われた。

### ゲスト
- 谷田部勝義（監督）
- 高山カツヒコ（脚本）
- 彩画堂（キャラクター原案）
- とっちん（製作総指揮）
- 板倉さん（Galge.com編集長）
- かねごん（ソリッドシアター,ぷれい☆ステーショナリー制作）
- きこうでんみさ（GyaO,おまいら見るな!!パーソナリティー）
- リアルぴこ（着ぐるみ）／本物のぴこ（声）
- リアルちこ（着ぐるみ）／本物のちこ（声）

## クリスマスイベント
正式名称はぴことちこのクリスマスプレゼント! ぴこちこ2007年よし天さん描き下ろしカレンダー!! ぼくたち、あげちゃいます!イベント!!。

## バレンタインデーイベント
正式名称はバレンタインデーSPECIAL 好きです!ぴことちこのバレンタインデーイベント。

## ホワイトデーイベント
正式名称はホワイトデースペシャル抱きしめて! ぴことちこのホワイトデーイベント。

## お散歩イベント
東京の電気街として知られる秋葉原は日曜日や祝日の好天日和には歩行者天国が実施され、売り出し中の、或いはアマチュアのタレントやユニットらがストリートパフォーマンスを行うことが風物詩となっている。この通りを着ぐるみのリアルぴことリアルちこが散歩するという趣旨のイベントを「お散歩イベント」と呼ぶ。

### 第1回
初回はプロデューサーの金子が失念したことにより、事前の予定発表はされなかったが、2007年3月11日のホワイトデーイベントの中で行われる予定であったと思われる。雨天により歩行者天国自体が行われず、中止された。

### 第2回
第2回目は2007年4月22日に予定が組まれたが、これもまた大風により見送られることとなった。

### 第3回
第3回目は「やるぞ!歩行者天国!ぴことちこ!!」というイベント名を掲げ、29日に予定が組まれた。午後3時20分頃、歩行者天国の基点となる中央通りと蔵前橋通りの交差点付近にて、ロシアの少女ユニットt.A.T.u.（このユニットを指す場合には「татушки（タトゥーシュキ）」という名称を使うのが本来は正しい）のコスプレをした2人がパフォーマンスを開始すると同時に、彼らの周囲には他でメイドのコスプレなどを行う者たちを遥かに上回る著しい人だかりの輪ができた。多くはシリーズぴこを知らない一見の客であると思われたが、この過度な群集は万世橋警察署の目に止まることとなり、半ば強制的に退去、解散させられるに到った。
急遽、公式ブログにて「イベント終了」として告知するとともに4時半頃から改めて再開するとの旨が発表された。この時点では場所は未発表であったが、その後に掲示された中止の告知によれば秋葉原駅前で行われるものであったと見られる。なお、この場所では昼頃からジュニアアイドルのプロモーションDVDの路上販売が行われていたが、ぴことちこのイベントが再開される直前に彼女らの販売行為が同じく万世橋警察署の目に止まり、児童ポルノであるという誤認識のもと、連行されるに到るという事件があった。これに伴い、お散歩イベントの再開も中止されることとなった。

## ぴこちこガラポン
ぴこちこガラポンは2007年5月3日、東京国際展示場で開催されたDreamParty東京にて行われた「シリーズぴこ」関連のくじ引きイベント。
景品は以下の通りであった。
特賞
全部乗せ
（『ぴことちこ ご堪能BOX』、等身大立て看板）
ぴこ賞
特大ぴことちこカッティングシート
ちこ賞
オリジナル「ショタ萌え」カッティングシート
1等
DVD『ぴことちこ』
2等
オリジナルTシャツ
3等
CD『ぴことちこの「いぢりCD」』
4等
- クリアファイル
- 缶バッジ
- ブリーフ
- ティッシュ
- ポスター（お風呂バージョン）
- ポスター（いぢりCD）
- ナチュラルハイ過激ステッカー

以上の中からいずれかひとつ

## ぴこちこガチャポン
ぴこちこガチャポンは2007年5月3日、東京国際展示場で開催されたBoy'sParty東京にて行われた「シリーズぴこ」関連のくじ引きイベント。
景品は以下の通りであった。
特賞
ぴこちこジャージ
1等
女の子用 オリジナルＴシャツ
（Boy'sPartyオリジナルデザイン）
2等
テレホンカード
3等
オリジナルタオル